# Centura Kuiper

Schiță imaginând Centura Kuiper și ipoteticul, mult mai îndepărtatul Norul lui Oort

Centura Kuiper (în engleză, [The] Kuiper belt, pronunție /ˈkaɪpɚ/, pronunție în neerlandeză /ˈkœypər/) este centura de materie primordială ce înconjoară Sistemul Solar, extinzându-se de la orbita planetei Neptun până mult în afara Sistemului Solar (actualmente se consideră că se află la între 30 și 50 UA depărtare față de Soare).
Această zonă în formă de inel este similară cu centura de asteroizi, însă mai întinsă,  de 20 de ori mai largă și de 20 până la 200 de ori mai masivă.
Obiectele astronomice (sau cerești) ce se află în așa-zisul Disc împrăștiat (în engleză scattered disk) sunt cele care poartă un nume colectiv de obiecte transneptuniene.
Interacțiunea cu planeta Neptun, a cărui rezonanță orbitală de 2:1 este cunoscută pentru crearea de distorsiuni de revoluție a tuturor obiectelor cerești ale căror orbite intersectează pe cea a planetei, este și cauza presupusă a limitei aparente de 48 UA (a se vedea și Distribuție orbitală, de mai jos), deși modelele existente azi trebuie să explice multe puncte neclare ale modelului și teoriei.
De curând, în această zonă au fost descoperite patru potențiale planete: Eris (2003UB313) (diametru 2600 km), Charon (1250 km), Quaoar (circa 1250 km) și Sedna (1600 km). Eris, cel mai mare obiect descoperit în Sistemul Solar de la identificarea lui Triton în 1846, este mai mare decât Pluto și are chiar și un mic satelit.  Această planetă orbitează în jurul Soarelui în 557 de ani tereștri și se află la 14,6 miliarde de kilometri de Soare.
Centura Kuiper a fost denumită astfel în cinstea lui Gerard Peter Kuiper (1905 - 1973), astronom olandez-american care a prezis și demonstrat existența acestei centuri de materie a Sistemului Solar.

## Galerie